# Goro (Emilia–Romagna)
Goro (emilián nyelven Gòr) település Olaszországban, Emilia-Romagna régióban, Ferrara megyében. Lakosainak száma 3475 fő (2023. január 1.). Goro Ariano nel Polesine, Codigoro és Mesola községekkel határos.

## Népesség
A település lakossága az elmúlt években az alábbi módon változott:
| Lakosok száma | 3761 | 3742 | 3475 |
|               | 2017 | 2018 | 2023 |